# Гуранс-Гімал
29°54′15.30″ пн. ш. 81°15′25″ сх. д. / 29.9042500° пн. ш. 81.25694° сх. д.
Гуранс-Гімал (англ. Gurans Himal) — невеликий заледенілий гірський хребет Гімалаїв у крайньому західному Непалі, а також периферійні райони гірського масиву частково розташовані в Китаї та Індії.

## Географія

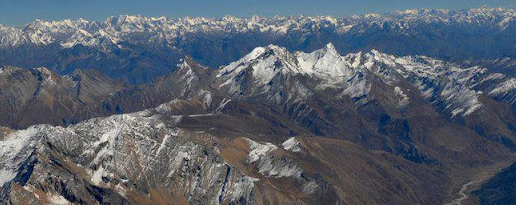
Гора Сейпал (Гуранс-Гімал).

Хребет маловідомий, оскільки не містить ні 8-ми тисячників, ні навіть вершин вище 7200 метрів. Найвищий його пік — Апі, 7132 м, яка, незважаючи на відносно низьку висоту порівняно з основними гімалайськими вершинами, різко піднімається з низької основи, як і інші значні вершини Гуранс-Гімалу. Гірський хребет розташований на північному заході провінції Карналі та півночі провінції Судурпашчім в Непалі, південному заході Типету в Китаї та північному сході штату Уттаракханд в Індії. На заході гірський хребет обмежений річкою Махакалі. Долина річки Гумла Карналі утворює північний та східний кордон. Перевал Ліпулех висотою 5115 м, розташований на крайньому північному заході масиву і являє собою перехід зі сходу на захід, на кордоні між індійським штатом Уттаракханд і Тибетським автономним регіоном Китаю, поблизу їхнього з'єднання з кордоном Непалу.
Класифікація Гімалаїв Картера ділить Гуранс-Гімал на два підрозділи. Східний Підрозділ Сейпал лежить на схід від річки Сеті (права притока Карналі, басейн Ґхаґхара-Ганг), а його найвища вершина: Сейпал, 7031 м. Західний Підрозділ Йока Пахар лежить на захід від Сеті і серед інших вершин містить найвищі вершини: Апі, 7132 м; Джетібагурані, 6850 м; Бобай, 6808 м; та Нампа, 6755 м. В південно-західному районі гірського масиву розташована Заповідна зона «Апі-Нампа».